# Cuscuta grandiflora
Cuscuta grandiflora är en vindeväxtart som beskrevs av Carl Sigismund Kunth. Cuscuta grandiflora ingår i släktet snärjor, och familjen vindeväxter. Inga underarter finns listade i Catalogue of Life.